# Amblyomma incisum
Amblyomma incisum är en fästingart som beskrevs av Neumann 1906. Amblyomma incisum ingår i släktet Amblyomma och familjen hårda fästingar. Inga underarter finns listade i Catalogue of Life.